# Жибриновець
46°06′ пн. ш. 16°31′ сх. д. / 46.1° пн. ш. 16.51° сх. д.
Жибриновець (хорв. Žibrinovec) — населений пункт у Хорватії, у Копривницько-Крижевецькій жупанії у складі міста Крижевці.

## Населення
Населення за даними перепису 2011 року становило 113 осіб.
Динаміка чисельності населення поселення: